# 하코다테시 기업국 교통부

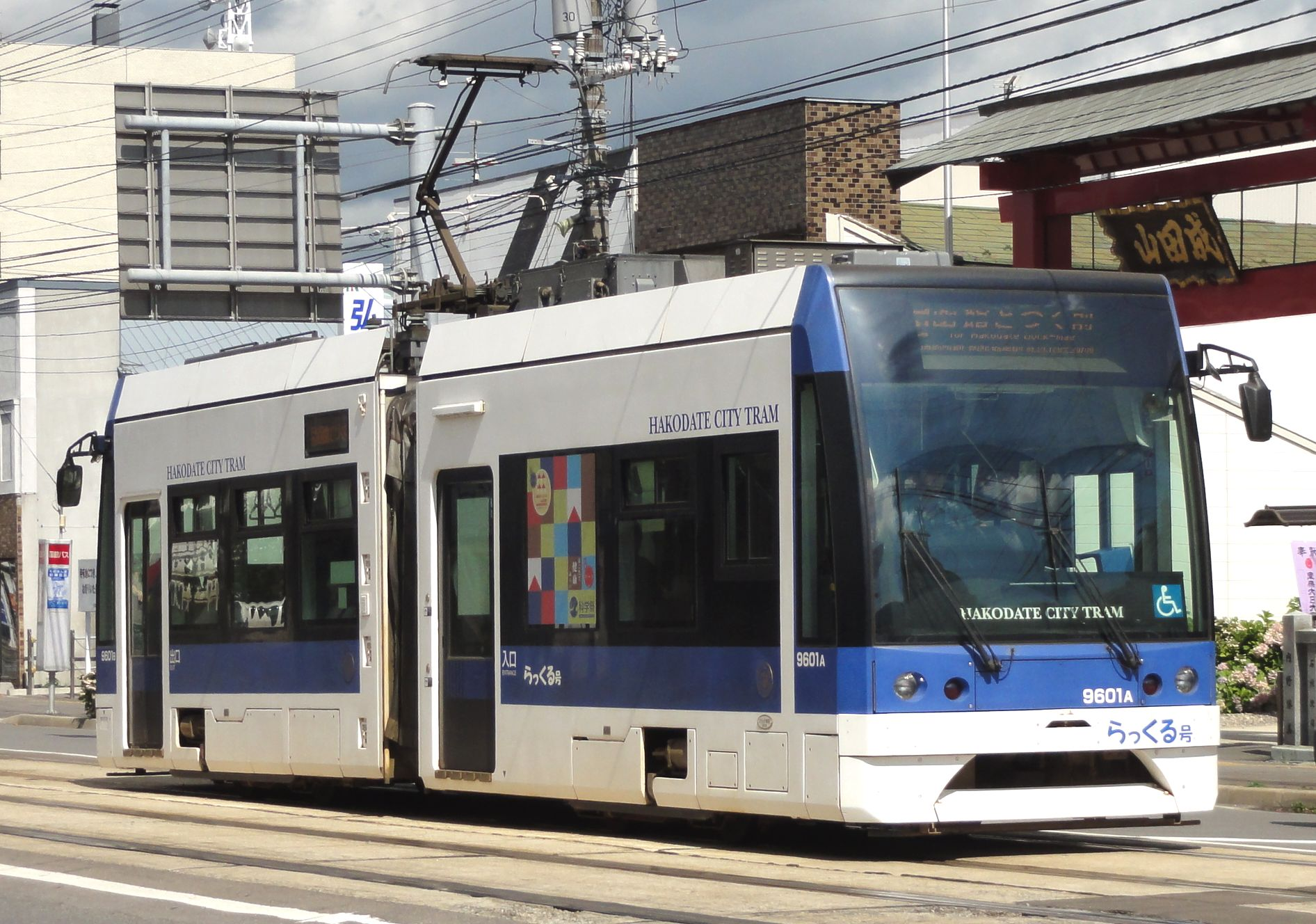

하코다테시 기업국 교통부(일본어: 函館市企業局交通部 하코다테시 키교쿄쿠 코쓰부[*])은 일본 홋카이도 하코다테시의 지방 공기업인 하코다테 기업국의 교통 부서이다. 궤도 (하코다테 시덴) 사업을 하고 있다.
2003년 3월 31일까지 노선 버스 사업 (하코다테 시영 버스)도 하고 있었지만, 하코다테 버스로 이관되었다.
2011년 3월 31일까지 하코다테시 교통국(일본어: 函館市交通局)이라는 명칭이었지만 수도국 (현 하코다테 기업국 상하수도부)과 통합을 통해 기업국이 발족하여 이듬해 4월 1일부터 기업국의 교통부가 되었다.

## 같이 보기
- 삿포로시 교통국